# نوکند (بیرجند)
نوکند یک منطقهٔ مسکونی در ایران است که در دهستان باقران واقع شده‌است. براساس سرشماری مرکز آمار ایران در سال ۱۳۹۵، نوکند ۹۴ نفر جمعیت دارد.